# Casa Francesca Sendra
La Casa Francesca Sendra és un edifici noucentista del centre de Terrassa, situat a la plaça Vella, que forma part de l'Inventari del Patrimoni Arquitectònic de Catalunya.

## Descripció

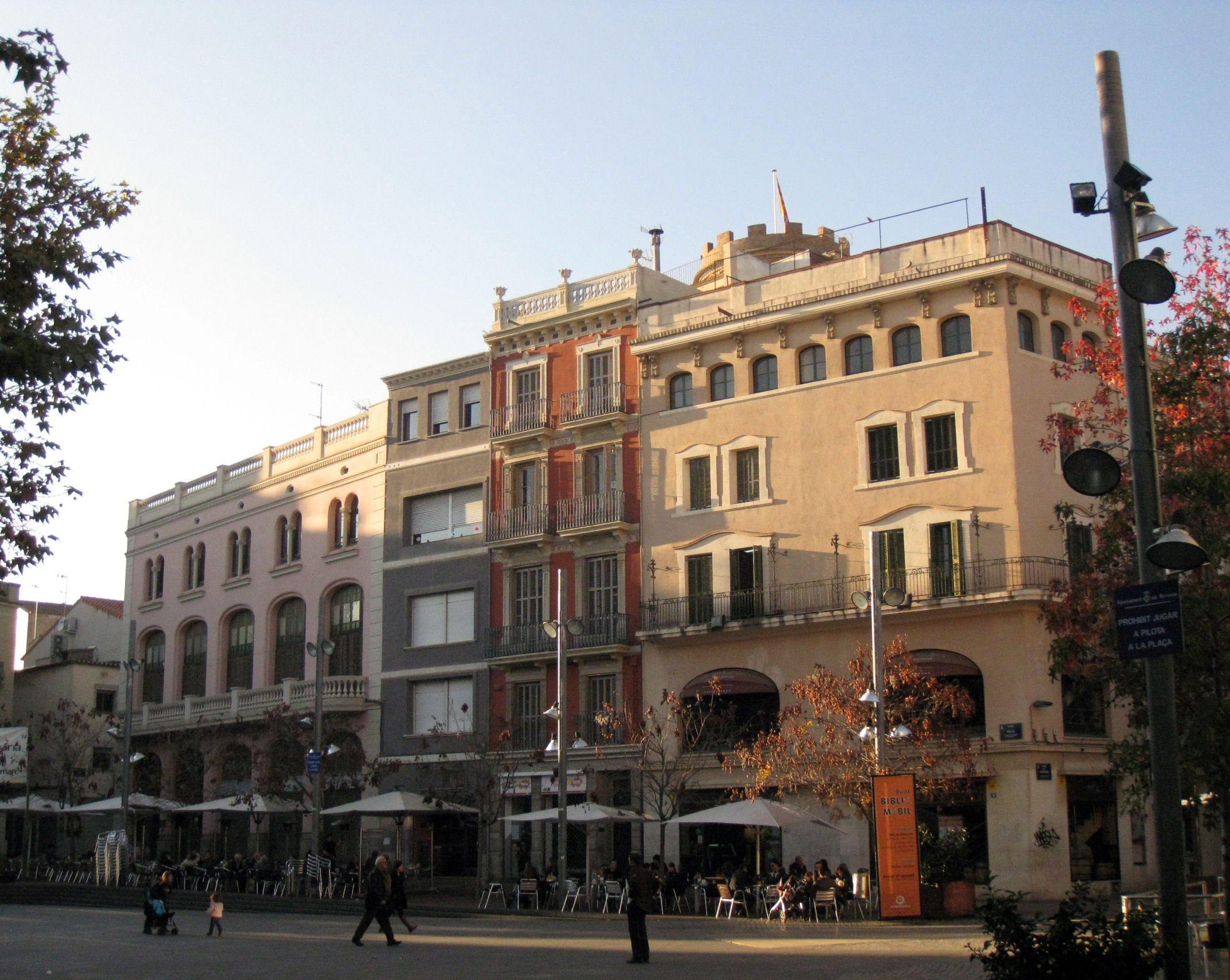
La banda nord de la plaça Vella, amb la Casa Francesca Sendra a l'extrem dret i la Casa Badia al costat, de color vermell, bastida pel mateix arquitecte; a l'extrem esquerre, l'antic Cafè Colón, de Lluís Muncunill

És un edifici entre mitgeres situat a la confluència de la Plaça Vella amb el carrer dels Gavatxons. Està format per planta baixa, entresol i tres pisos, amb terrat superior. Les dues façanes mostren una composició simètrica, amb una ordenació regular de les obertures. La planta baixa i l'entresol (amb grans finestrals d'arc rebaixat) formen un cos diferenciat, d'ús comercial. Els dos pisos superiors mostren obertures de llinda (al pis principal amb una balconada comuna a les dues façanes), i a l'últim pis, una galeria de finestres.

## Història
La Casa Francisca Sendra va ser bastida l'any 1922 per l'arquitecte Melcior Viñals i Muñoz.